# Lodewijk van Hessen
Lodewijk van Hessen bijgenaamd de Jonker (circa 1305 - 2 februari 1345) was van 1328 tot aan zijn dood heer van Grebenstein. Hij behoorde tot het huis Hessen.

## Levensloop
Lodewijk was de derde zoon van landgraaf Otto I van Hessen en Adelheid van Ravensburg, dochter van graaf Otto III van Ravensberg. Toen zijn oudere broer Hendrik II in 1328 landgraaf van Hessen werd, kreeg Lodewijk de burcht van Grebenstein met bijbehorende heerlijkheid toegewezen. 
In 1326 reisden zijn ouders met een groot gevolg naar paus Johannes XXII in Avignon, waar Lodewijk een kerkelijke prebende kreeg toegezegd. Lodewijk weigerde echter het celibaat te volgen en gaf zijn kerkelijke loopbaan op. 
Op 15 oktober 1340 huwde hij met Elisabeth, dochter van graaf Simon II van Sponheim en weduwe van graaf Rudolf I van Hohenberg. Ze kregen drie kinderen:
- Otto (1341-1357), kanunnik in Maagdenburg
- Herman II (1342-1413), landgraaf van Hessen
- Agnes (1344-1394), abdis in het Sint-Catharinaklooster van Eisenach

In 1345 stierf Lodewijk. Zijn zoon Herman II werd in 1367 door Lodewijks oudere broer Hendrik II tot medelandgraaf van Hessen aangesteld.

## Voorouders
| Voorouders van Lodewijk van Hessen | Voorouders van Lodewijk van Hessen                                    | Voorouders van Lodewijk van Hessen                                    | Voorouders van Lodewijk van Hessen                                    | Voorouders van Lodewijk van Hessen                                    | Voorouders van Lodewijk van Hessen                                 | Voorouders van Lodewijk van Hessen                                 | Voorouders van Lodewijk van Hessen                                         | Voorouders van Lodewijk van Hessen                                         |
| ---------------------------------- | --------------------------------------------------------------------- | --------------------------------------------------------------------- | --------------------------------------------------------------------- | --------------------------------------------------------------------- | ------------------------------------------------------------------ | ------------------------------------------------------------------ | -------------------------------------------------------------------------- | -------------------------------------------------------------------------- |
| Overgrootouders                    | Hendrik II van Brabant (1207-1248) ∞ Sofia van Thüringen (1224-1275)  | Hendrik II van Brabant (1207-1248) ∞ Sofia van Thüringen (1224-1275)  | Otto het Kind (1204-1252) ∞ 1228 Machteld van Brandenburg (1210-1261) | Otto het Kind (1204-1252) ∞ 1228 Machteld van Brandenburg (1210-1261) | Lodewijk van Ravensberg (-1249) ∞ Adelheid van Dassel (–1263)      | Lodewijk van Ravensberg (-1249) ∞ Adelheid van Dassel (–1263)      | Bernhard III van Lippe (1194-1265) ∞ Sofie van Cuijck-Arnsberg (1210-1245) | Bernhard III van Lippe (1194-1265) ∞ Sofie van Cuijck-Arnsberg (1210-1245) |
| Grootouders                        | Hendrik I van Hessen (1244-1308) ∞ Adelheid van Brunswijk (1244-1274) | Hendrik I van Hessen (1244-1308) ∞ Adelheid van Brunswijk (1244-1274) | Hendrik I van Hessen (1244-1308) ∞ Adelheid van Brunswijk (1244-1274) | Hendrik I van Hessen (1244-1308) ∞ Adelheid van Brunswijk (1244-1274) | Otto III van Ravensberg (1246-1305) ∞ Hedwig van Lippe (1238-1315) | Otto III van Ravensberg (1246-1305) ∞ Hedwig van Lippe (1238-1315) | Otto III van Ravensberg (1246-1305) ∞ Hedwig van Lippe (1238-1315)         | Otto III van Ravensberg (1246-1305) ∞ Hedwig van Lippe (1238-1315)         |
| Ouders                             | Otto I van Hessen (1272-1338) ∞ Adelheid van Ravensberg (-1339)       | Otto I van Hessen (1272-1338) ∞ Adelheid van Ravensberg (-1339)       | Otto I van Hessen (1272-1338) ∞ Adelheid van Ravensberg (-1339)       | Otto I van Hessen (1272-1338) ∞ Adelheid van Ravensberg (-1339)       | Otto I van Hessen (1272-1338) ∞ Adelheid van Ravensberg (-1339)    | Otto I van Hessen (1272-1338) ∞ Adelheid van Ravensberg (-1339)    | Otto I van Hessen (1272-1338) ∞ Adelheid van Ravensberg (-1339)            | Otto I van Hessen (1272-1338) ∞ Adelheid van Ravensberg (-1339)            |
| Lodewijk van Hessen (1305-1345)    |                                                                       |                                                                       |                                                                       |                                                                       |                                                                    |                                                                    |                                                                            |                                                                            |